# آهنربادرمانی

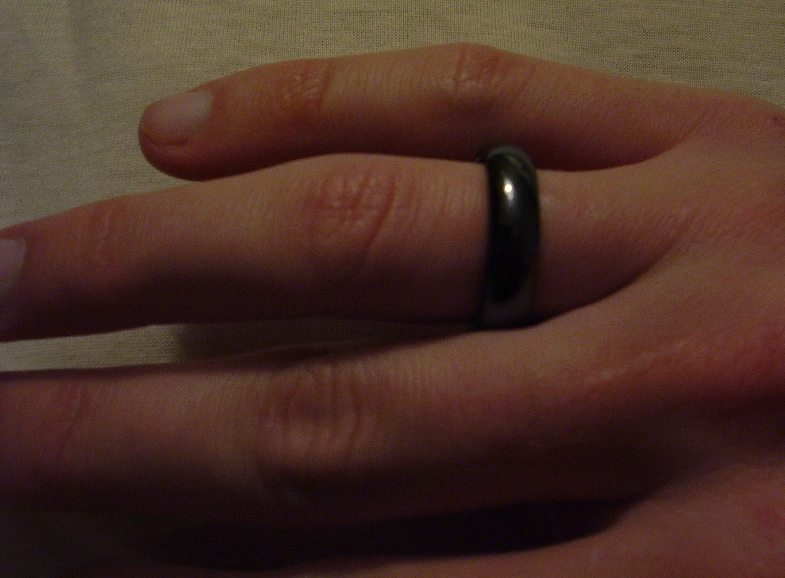
یک انگشتر مغناطیسی که ادعا می‌شود اثرات سودبخش دارد

آهنربادرمانی یا مغناطیس‌درمانی (به انگلیسی: Magnet therapy) نام یک روش نامتعارف نیمه‌علمی است که ادعا دارد میدان‌های ثابت مغناطیسی قابلیت درمان و علاج برخی معضلات و بیماری‌های دارد.
این روش هنوز در برخی کشورها در مراحل پژوهشی است و پایهٔ اثبات‌شدهٔ علمی ندارد. همچنین سازمان اف‌دی‌ای آمریکا این روش‌ها را تأیید علمی نکرده‌است.